# Портіко-ді-Казерта
Портіко-ді-Казерта (італ. Portico di Caserta) — муніципалітет в Італії, у регіоні Кампанія,  провінція Казерта.
Портіко-ді-Казерта розташоване на відстані близько 180 км на південний схід від Рима, 25 км на північ від Неаполя, 5 км на південний захід від Казерти.
Населення — 7814 осіб (2014).
Покровитель — святий Петро.

## Демографія
Населення за роками:

Станом на 1 січня 2023 року в муніципалітеті офіційно проживали 243 іноземці з 23 країн, серед них 45 громадян країн Євросоюзу та 27 громадян України.

## Сусідні муніципалітети
- Каподризе
- Мачерата-Кампанія
- Марчанізе
- Рекале